# Phan Đình Niệm
Phan Đình Niệm (1931), nguyên là một tướng lĩnh Bộ binh của Quân lực Việt Nam Cộng hòa, cấp bậc Thiếu tướng. Ông xuất thân từ những khóa đầu tiên tại trường Võ bị Liên quân được Chính phủ Quốc gia mở ra tại nam Cao nguyên Trung phần dưới sự cố vấn và huấn luyện của Quân đội Pháp. Ra trường ông được chọn về đơn vị Bộ binh. Ông đã tuần tự giữ những chức vụ từ Trung đội trưởng cho đến Chỉ huy cấp Sư đoàn. Trong thời gian tại ngũ, ông còn được bổ nhiệm vào các chức vụ thuộc lĩnh vực Quân huấn và Hành chính Quân sự

## Tiểu sử & Binh nghiệp
Ông sinh vào tháng 6 năm 1931 trong một gia đình trung lưu tại Thừa Thiên, miền Trung Việt Nam. Thời niên thiếu, ông học Tiểu và Trung học tại Huế. Năm 1950, ông tốt nghiệp Trung học Phổ thông chương trình Pháp tại Huế với văn bằng Tú tài bán phần (Part I).

### Quân đội Liên hiệp Pháp
Tháng 3 năm 1951, thi hành lệnh động viên, ông nhập ngũ vào Quân đội Liên hiệp Pháp, mang số quân: 51/201.530. Theo học khóa 4 Lý Thường Kiệt tại trường Võ bị Liên quân Đà Lạt, khai giảng ngày 1 tháng 2 năm 1951. Ngày 1 tháng 12 cùng năm, mãn khóa tốt nghiệp với cấp bậc Thiếu úy hiện dịch. Ra trường, ông được điều động về Tiểu đoàn Bộ binh Việt Nam, giữ chức vụ Trung đội trưởng.

### Quân đội Quốc gia Việt Nam
Năm 1952, Quân đội Quốc gia Việt Nam thành lập Bộ Tổng Tham mưu, ông chuyển sang phục vụ Quân đội Quốc gia, được thăng cấp Trung úy giữ chức vụ Đại đội trưởng. Đến tháng 10 năm 1953, ông được thăng cấp Đại úy và được chỉ định làm Tiểu đoàn trưởng Tiểu đoàn 708 khinh quân.

### Quân đội Việt Nam Cộng hòa
Đầu năm 1956, sau 2 tháng chuyển sang phục vụ Quân đội Việt Nam Cộng hòa, ông được thăng cấp Thiếu tá và được cử giữ chức Trung đoàn trưởng Trung đoàn 47 thuộc Sư đoàn Khinh chiến số 16 do Đại tá Phan Đình Thứ làm Tư lệnh.
Tháng 11 năm 1963, sau cuộc đảo chính chế độ Đệ Nhất Cộng hòa (ngày 1 tháng 11). Ngày 4 tháng 11, ông được thăng cấp Trung tá, giữ chức vụ Trung đoàn trưởng Trung đoàn 135 Địa phương, đồn trú tại Công trường Cò Mi, Thủ Đức.
Giữa năm 1965, ông thuyên chuyển về Sư đoàn 25 Bộ binh chức vụ Trung đoàn trưởng Trung đoàn 49 đóng tại Bến Lức, Long An. Ngày Quốc khánh Đệ Nhị Cộng hòa 1 tháng 11 cùng năm, ông được thăng cấp Đại tá tại nhiệm. Cuối năm 1966, ông được chuyển về Sư đoàn 10 Bộ binh giữ chức vụ Tư lệnh phó Sư đoàn do Đại tá Đỗ Kế Giai làm Tư lệnh.
Đầu năm 1971, ông được bổ nhiệm làm Chỉ huy trưởng Trung tâm Huấn luyện Quốc gia Lam Sơn kiêm Chỉ huy trưởng Huấn khu Dục Mỹ. Tháng Giêng năm 1972, ông được lệnh bàn giao Quân trường Lam Sơn và Huấn khu Dục Mỹ lại cho Chuẩn tướng Võ Văn Cảnh. Cuối tháng, ông được bổ nhiệm chức vụ Tỉnh trưởng kiêm Tiểu khu trưởng tỉnh Quảng Đức thay thế Trung tá Cao Văn Chơn. Tháng 4 cùng năm, ông được bổ nhiệm chức vụ Tư lệnh Sư đoàn 22 Bộ binh thay thế Đại tá Lê Đức Đạt, sau khi bàn giao tỉnh Quảng Đức lại cho Đại tá Nguyễn Hậu Thiện. Ngày Quốc khánh 1 tháng 11 cùng năm, ông được thăng cấp Chuẩn tướng tại nhiệm.
- Sư đoàn 22 Bộ binh vào thời điểm tháng 3/1975, nhân sự của Bộ tư lệnh Sư đoàn và Chỉ huy các Trung đoàn được phân bổ trách nhiệm như sau:

-Tư lệnh - Thiếu tướng Phan Đình Niệm
-Tư lệnh phó - Đại tá Lều Thọ Cường
-Tham mưu trưởng - Đại tá Vũ Đình Chung
-Chỉ huy Pháo binh - Trung tá Lê Đình Ninh
-Trung đoàn 40 - Trung tá Nguyễn Thanh Danh
-Trung đoàn 41 - Đại tá Nguyễn Thiều
-Trung đoàn 42 - Đại tá Nguyễn Hữu Thông
-Trung đoàn 47 - Đại tá Lê Cầu

## 1975
Ngày 31 tháng 3, cùng với các quân nhân thuộc đơn vị di chuyển ra khơi và được Bệnh viện hạm Hát Giang HQ-400 cứu vớt, được điều trị bệnh trên tàu khi đang trên hải trình về Sài Gòn.
Ngày 24 tháng 4, ông được Tổng thống Trần Văn Hương thăng cấp Thiếu tướng đặc cách tại mặt trận.
Ngày 30 tháng 4, ông di tản ra khỏi Việt Nam. Sau đó, định cư tại Tiểu bang Virginia, Hoa Kỳ.

## Gia đình
- Bào đệ:
Ông Phan Đình Tùng (Đại tá Pháo binh VNCH)[17].